# Dipterocarpus
Dipterocarpus är ett släkte av tvåhjärtbladiga växter. Dipterocarpus ingår i familjen Dipterocarpaceae.

## Bildgalleri

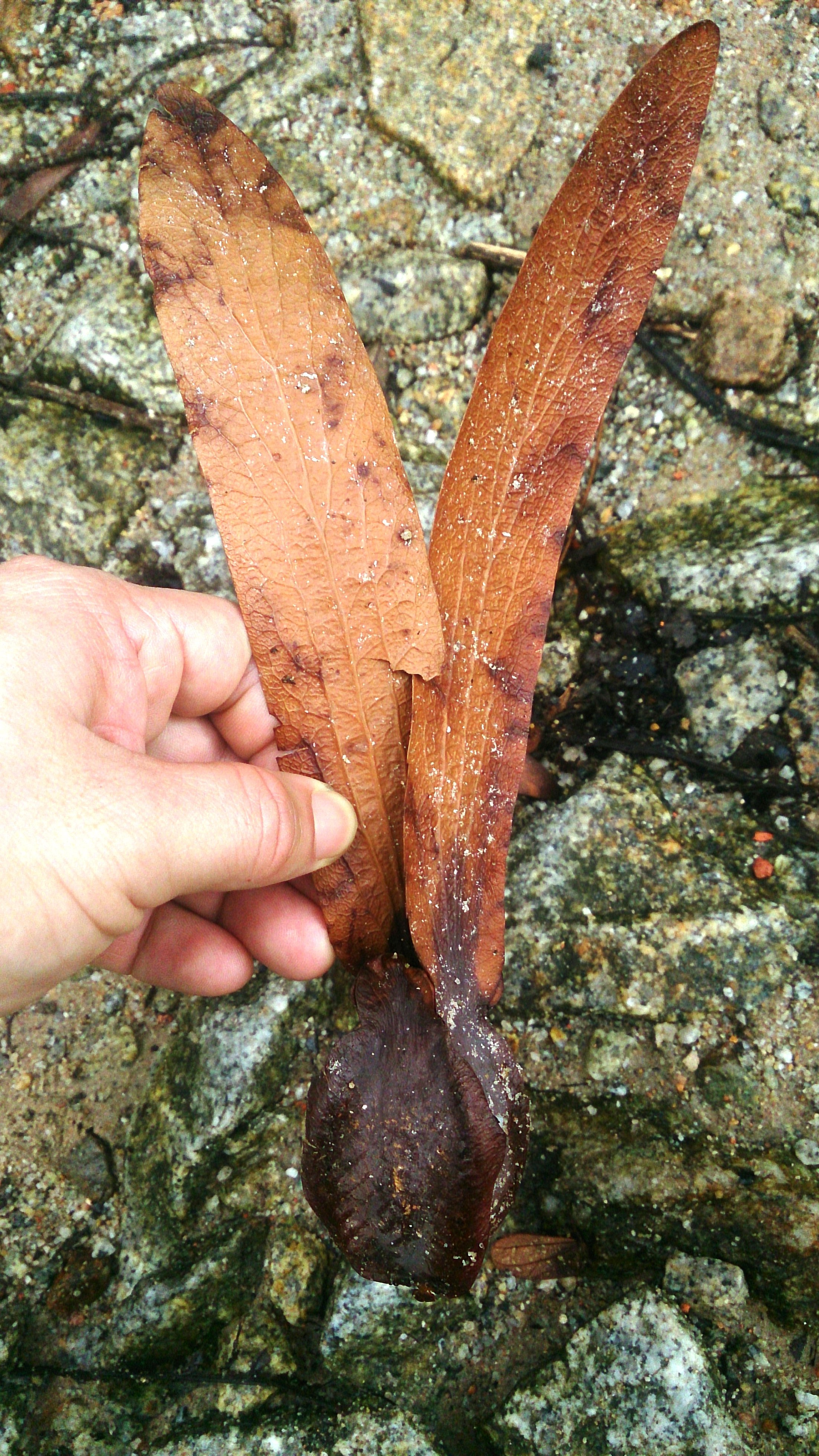
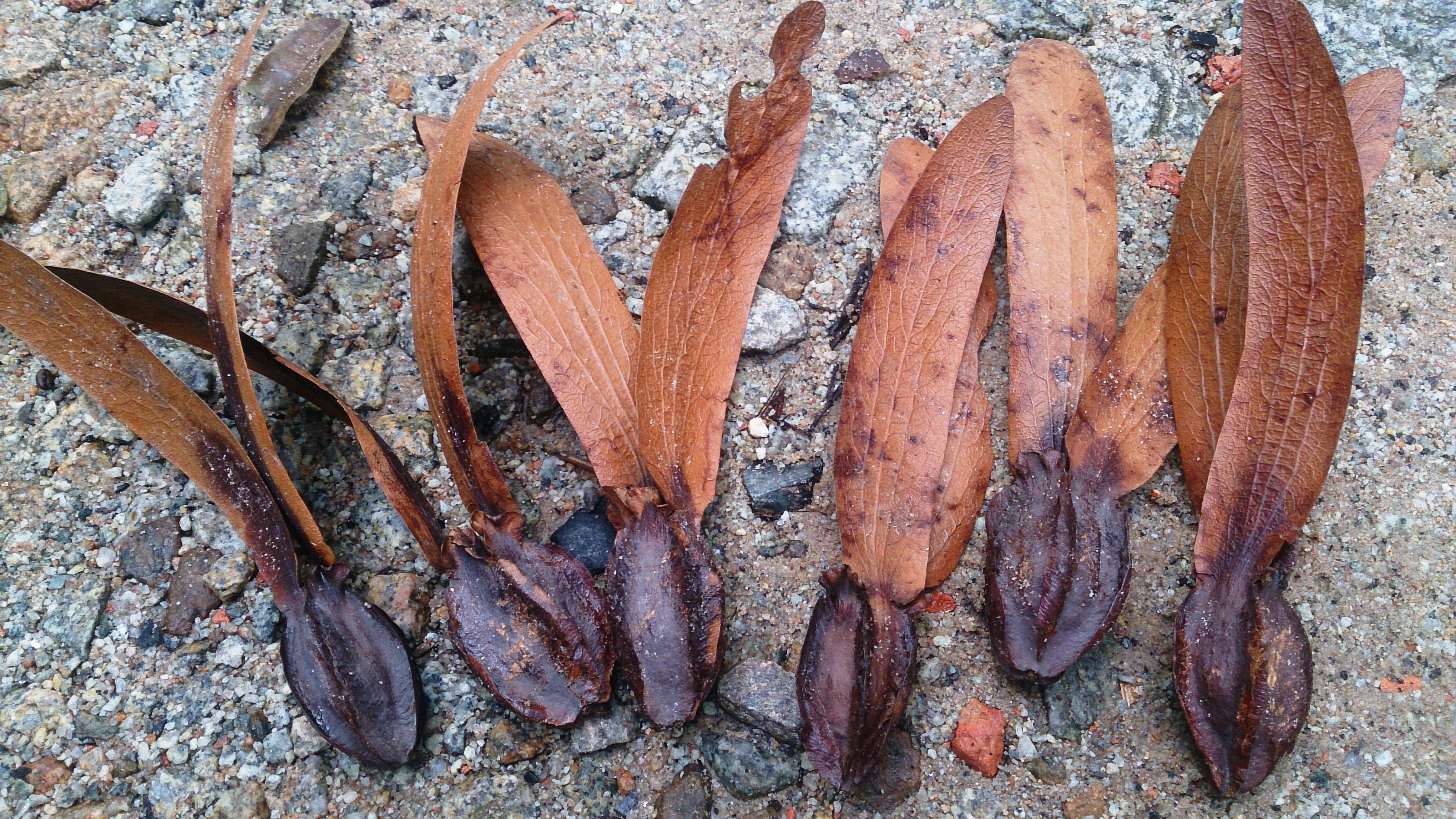
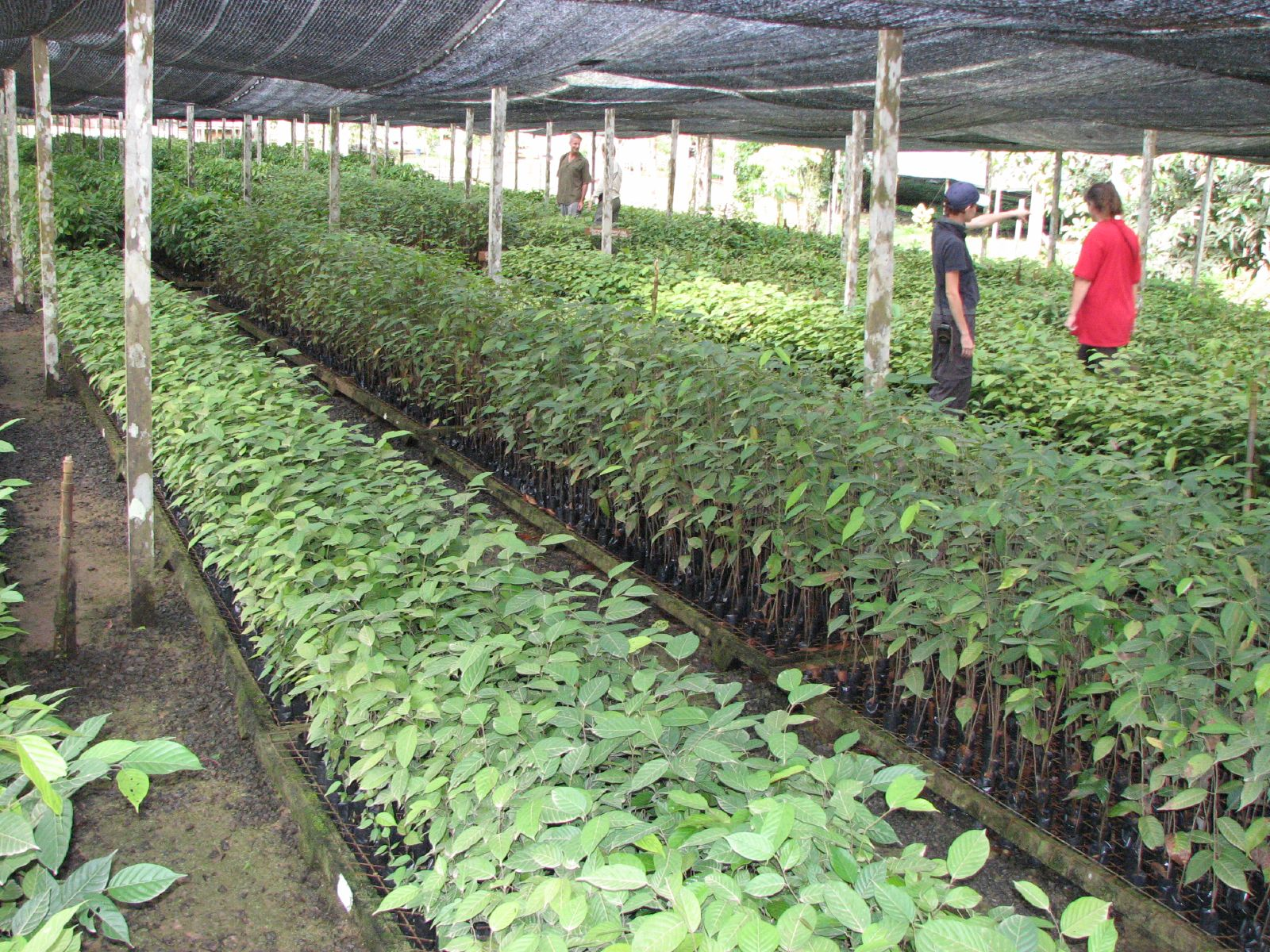
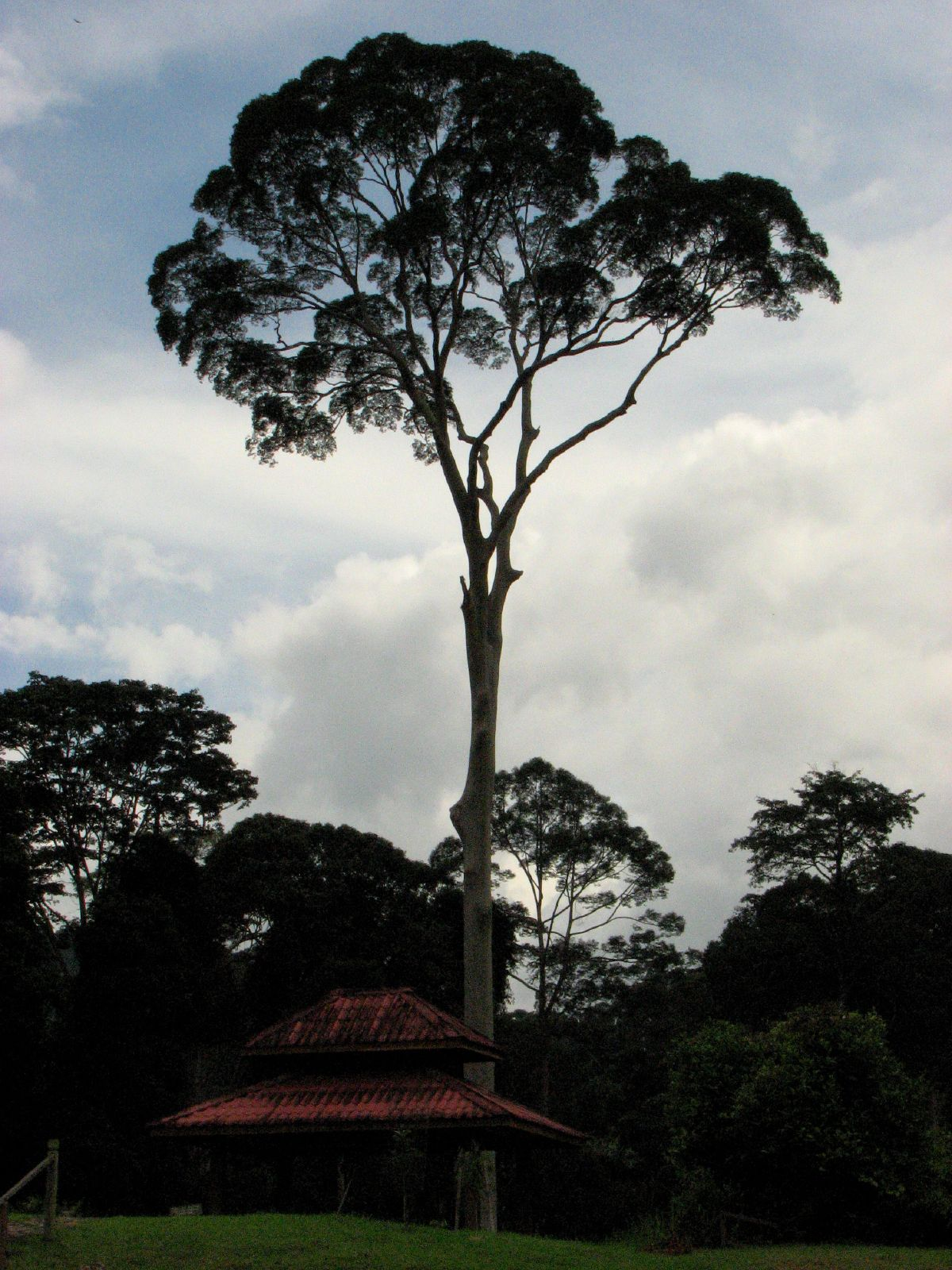
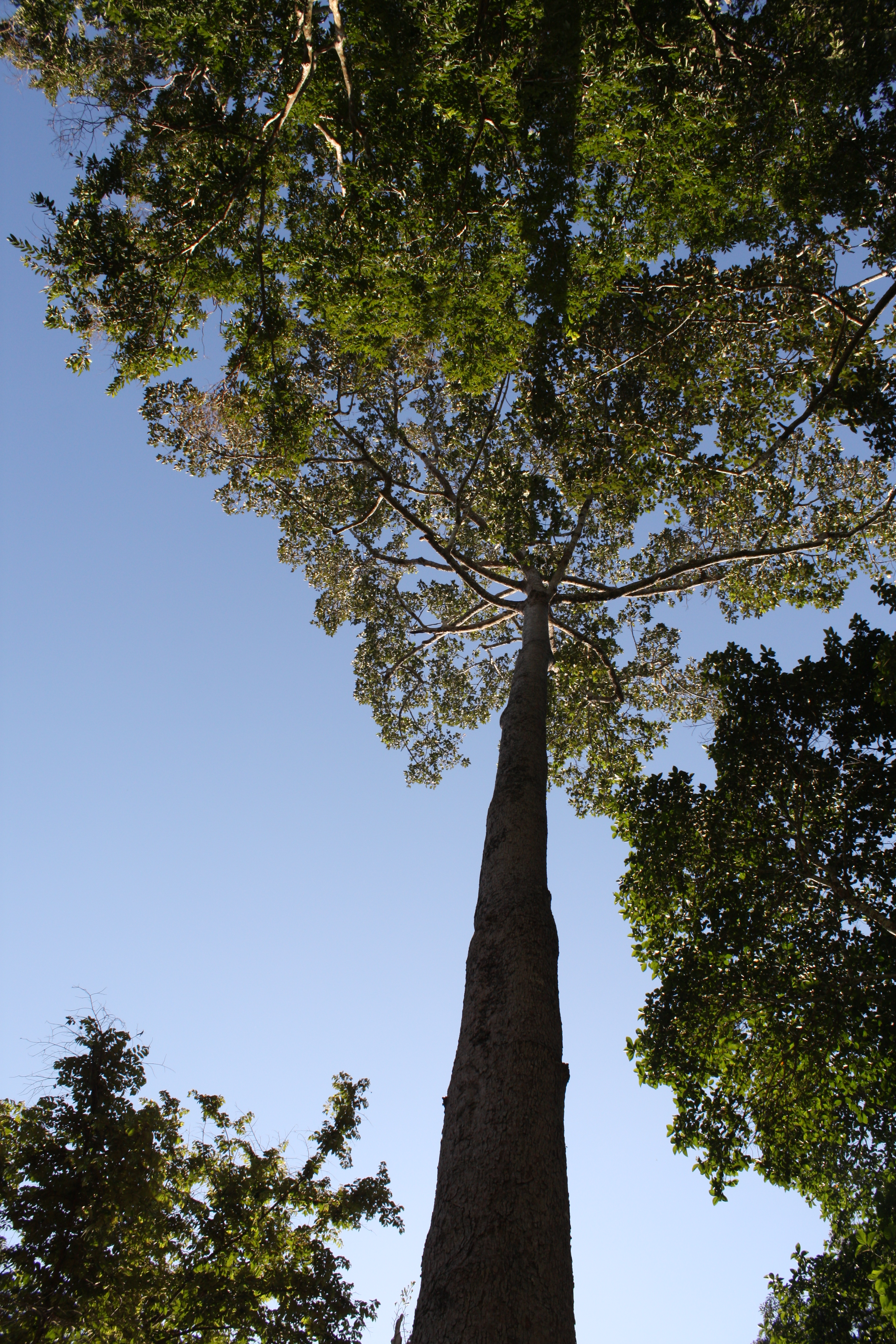
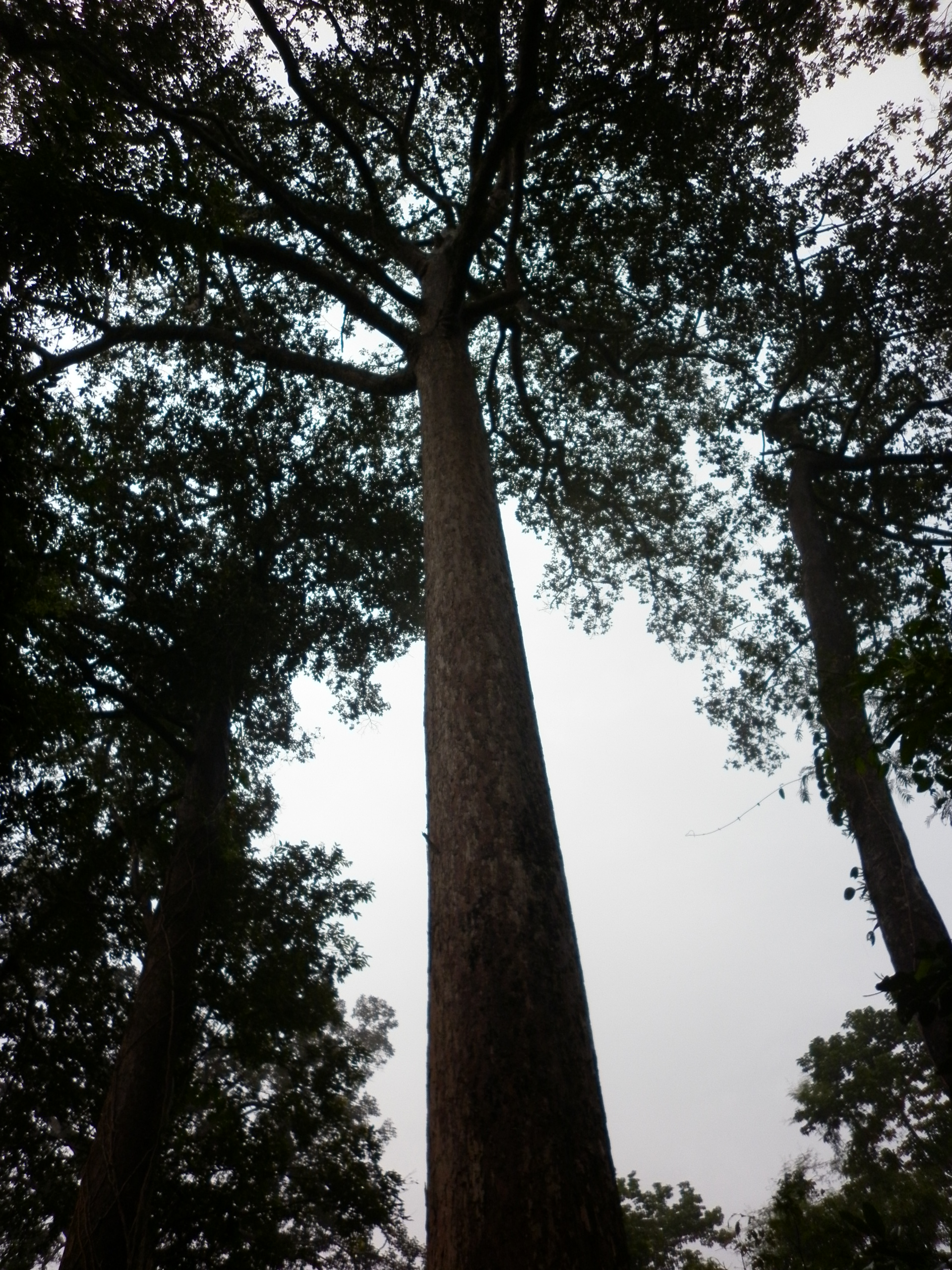

## Dottertaxa tillDipterocarpus, i alfabetisk ordning[1]
- Dipterocarpus acutangulus
- Dipterocarpus alatus
- Dipterocarpus applanatus
- Dipterocarpus baudii
- Dipterocarpus borneensis
- Dipterocarpus bourdilloni
- Dipterocarpus caudatus
- Dipterocarpus caudiferus
- Dipterocarpus chartaceus
- Dipterocarpus cinereus
- Dipterocarpus concavus
- Dipterocarpus confertus
- Dipterocarpus conformis
- Dipterocarpus coriaceus
- Dipterocarpus cornutus
- Dipterocarpus costatus
- Dipterocarpus costulatus
- Dipterocarpus crinitus
- Dipterocarpus cuspidatus
- Dipterocarpus dyeri
- Dipterocarpus elongatus
- Dipterocarpus eurhynchus
- Dipterocarpus fagineus
- Dipterocarpus fusiformis
- Dipterocarpus geniculatus
- Dipterocarpus glabrigemmatus
- Dipterocarpus glandulosus
- Dipterocarpus globosus
- Dipterocarpus gonopterus
- Dipterocarpus gracilis
- Dipterocarpus grandiflorus
- Dipterocarpus grandifolius
- Dipterocarpus hasseltii
- Dipterocarpus hispidus
- Dipterocarpus humeratus
- Dipterocarpus indicus
- Dipterocarpus insignis
- Dipterocarpus intricatus
- Dipterocarpus kerrii
- Dipterocarpus kunstleri
- Dipterocarpus lamellatus
- Dipterocarpus littoralis
- Dipterocarpus lowii
- Dipterocarpus mannii
- Dipterocarpus megacarpus
- Dipterocarpus mundus
- Dipterocarpus nudus
- Dipterocarpus oblongifolius
- Dipterocarpus obtusifolius
- Dipterocarpus ochraceus
- Dipterocarpus orbicularis
- Dipterocarpus pachyphyllus
- Dipterocarpus palembanicus
- Dipterocarpus perakensis
- Dipterocarpus retusus
- Dipterocarpus rigidus
- Dipterocarpus rotundifolius
- Dipterocarpus sarawakensis
- Dipterocarpus semivestitus
- Dipterocarpus stellatus
- Dipterocarpus sublamellatus
- Dipterocarpus tempehes
- Dipterocarpus tuberculatus
- Dipterocarpus turbinatus
- Dipterocarpus validus
- Dipterocarpus verrucosus
- Dipterocarpus zeylanicus